# Charles Rivers Wilson
Charles Rivers Wilson (Londres, Regne Unit, 19 de febrer de 1831 - 9 de febrer de 1916) va ser un home d'estat anglès.
Educat a Eton College i Balliol, a Oxford, entrant en el departament d'Hisenda el 1856 i el 1868 fou nomenat secretari particular del ministre d'Hisenda, Robert Lowe, desenvolupant aquesta secretaria fins al 1873. El 1878 fou comissari regi britànic a l'Exposició Internacional de París, i ja el 1874 havia estat nomenat inspector general del negociat encarregat de la reducció del Deute públic. Envestit d'aquest càrrec, visità Egipte el 1876, i el 1878 fou elegit vicepresident de la Comissió encarregada de l'enquesta sobre la situació financera d'aquell país.
Alguns mesos més tard fou nomenat ministre d'Hisenda a Egipte; el 1879 ell i el primer ministre Nubar Pasha foren víctimes d'un greu atemptat de la multitud en els carrers del Caire, incident que fou el precursor directe de la revolta i de la consegüent ocupació d'Egipte per les tropes angleses el 1882.
L'abril de 1880, a la caiguda del Jedive Ismaïl Paixà i nomenament per aquesta càrrec a favor del seu fill Mohammed Ali Tewfik. Wilson fou nomenat president de la Comissió encarregada de la liquidació del Deute públic egipci, amb plens poders per a regular la situació del país en matèria financera.
Acabada la seva missió, retornà a Londres, ocupant el seu lloc, i el març de 1885 fou nomenat a la vegada representant britànic en el negociat del Canal de Suez. En abandonar (1894) el seu càrrec d'interventor general del negociat del Deute públic, el 1895 fou designat president de la Companyia ferroviària Grand Trunk Railway del Canadà.